# 島村遜
島村 遜（しまむら ゆずる、寛延4年（1751年）- 文化14年（1817年））は江戸時代中期-後期の儒学者（朱子学派）、教育者。字（あざな）は子譲。通称は宇兵衛。号は泮林。福岡藩藩儒。

## 経歴
福岡藩藩儒島村皓の子として筑前国に生まれる。家学を紹述する。
天明4年（1784年）藩校修猷館が創立されるや、その教導となる。また、藩主の伴読を兼任した。
寛政3年（1791年）修猷館総受持（館長）竹田定良により、奥山弘道、井土周徳とともに、修猷館総受持助に任命され、定良の総受持職を3名で輪番で補佐することとなった。寛政6年（1794年）には、同3名で交代で総受持の学務を摂政した。藩主黒田家の家譜の編修にも携わった。
文化13年（1816年）致仕し、養嫡子の島村彬が家督を継いだ。文化14年（1817年）没。